# Trifolium bithynicum
Trifolium bithynicum — вид квіткових рослин родини бобових (Fabaceae). Рослина чорноморсько-каспійського регіону.

## Поширення
Рослина чорноморсько-каспійського регіону: Україна — Крим, Азербайджан, Грузія, Росія.